# フアン・カルロス・ガルシア
フアン・カルロス・ガルシア・バラオナ（スペイン語: Juan Carlos García Barahona, 1988年3月8日 - 2018年1月8日）は、ホンジュラス・テラ出身のプロサッカー選手。ポジションはDF。サッカーホンジュラス代表の中心選手だったが、白血病により29歳で死去した。

## 経歴

### クラブ
2007年、CDマラトンでプロデビュー。
2013年7月26日、CDオリンピアからウィガン・アスレティックFCに移籍。9月24日、リーグカップのマンチェスター・シティFC戦で加入後初出場。203-14シーズンにおける出場記録はこの1試合のみに留まった。
2014年8月10日、セグンダ・ディビシオンのCDテネリフェにシーズンいっぱいの契約でレンタル移籍。2週間後のSDポンフェラディーナ戦でメンバー入りするも、これ以降はベンチ入りもまま成らず2015年1月8日にレンタルを切り上げウィガンに復帰。そしてシーズン終了後にウィガンを退団し、直後に引退を宣言した。

### 代表
2009 CONCACAFゴールドカップのグレナダ代表戦でホンジュラス代表デビュー。2011年にはコパ・セントロアメリカーナと2011 CONCACAFゴールドカップに参加した。
2013年2月6日、2014 FIFAワールドカップ・北中米カリブ海予選・アメリカ合衆国代表戦でバイシクルから代表初ゴールを決めた。2014 FIFAワールドカップ本戦ではエクアドル代表戦に途中出場した。

### 死去
2015年2月16日、白血病発症を公表。2018年1月8日、死去。

## 所属クラブ
- CDマラトン 2007-2010
- CDオリンピア 2010-2013
- ウィガン・アスレティックFC 2013-2016

→ CDテネリフェ 2014-2015 (loan)

## 代表歴

### 出場大会
- ホンジュラス代表
  - 2014 FIFAワールドカップ

### 試合数
- 国際Aマッチ 39試合 1得点（2009年-2014年）[12]

| ホンジュラス代表 | 国際Aマッチ | 国際Aマッチ |
| 年               | 出場        | 得点        |
| ---------------- | ----------- | ----------- |
| 2009             | 1           | 0           |
| 2010             | 3           | 0           |
| 2011             | 8           | 0           |
| 2012             | 5           | 0           |
| 2013             | 17          | 1           |
| 2014             | 5           | 0           |
| 通算             | 39          | 1           |